# Waterstones

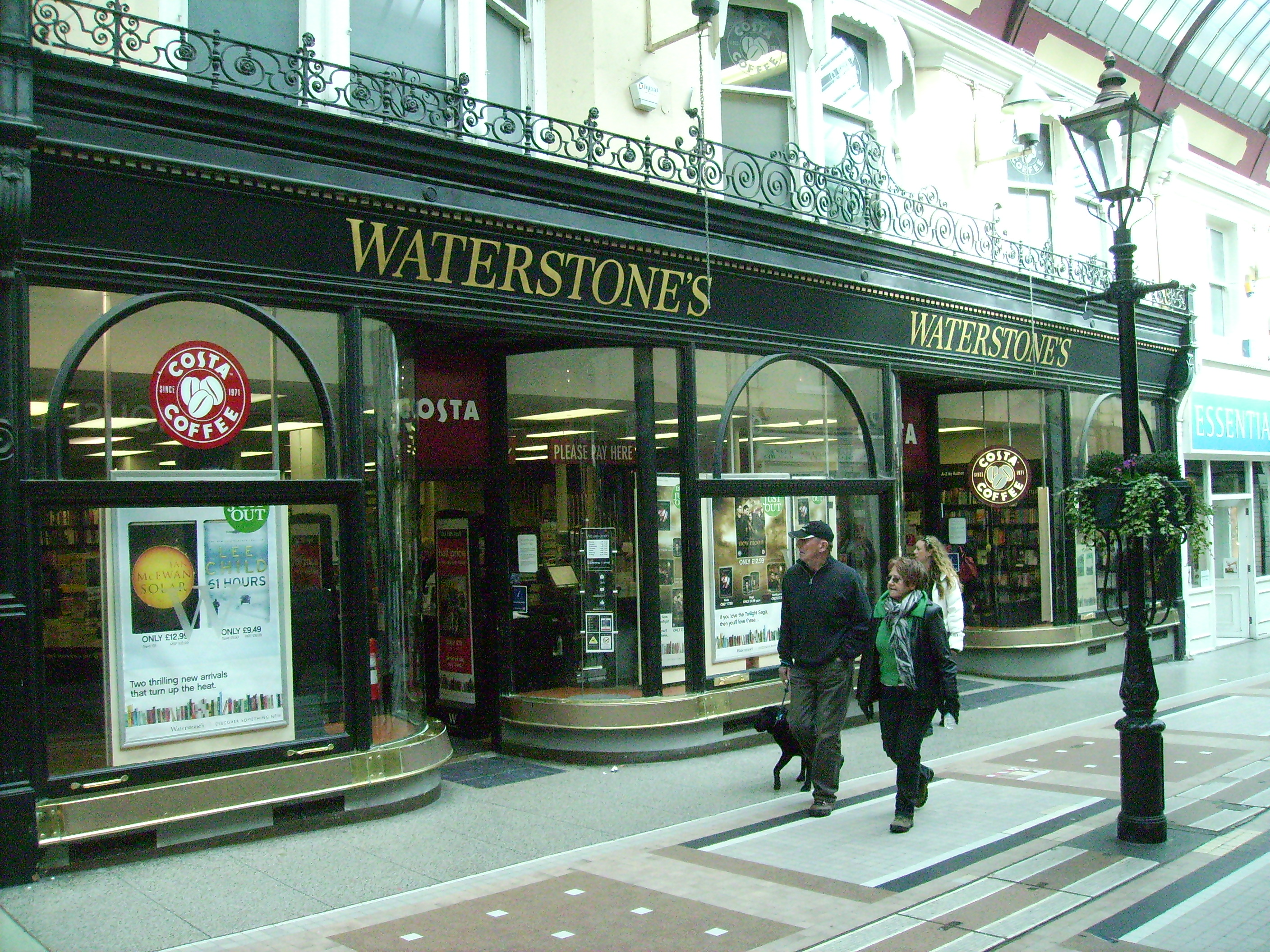
Waterstones-Buchhandlung in Bournemouth

Waterstones (bis Januar 2012: Waterstone’s) ist der führende Filial-Buchhändler im Vereinigten Königreich, der außerdem Filialen in Irland, Brüssel und Amsterdam unterhält. Außerdem werden Bücher über das Internet vertrieben.
Im Frühjahr 2018 betrieb Waterstones nach eigenen Angaben 249, nach anderen Angaben 283 Filialen in Großbritannien und Nordirland sowie Läden auf der Kanalinsel Jersey, im irischen Cork sowie in Brüssel und Amsterdam. Die 1768 gegründete Buchhandlung Hodges Figgis in Dublin gehört ebenfalls zu Waterstones. Im September 2018 wurde bekannt, dass Waterstones auch die Foyles-Buchhandlungen übernimmt.
Gegründet 1982 von Tim Waterstone in der Old Brompton Road (London), war das Unternehmen eine hundertprozentige Tochter der HMV Group, die im Mai 2011 mitteilte, dass sie Waterstones an den russischen Unternehmer Alexander Mamut für 53 Millionen £ verkauft habe. Der Verkauf stand unter dem Vorbehalt der Zustimmung durch die HMV-Aktionäre.
Im Geschäftsjahr 2016/17 (30. April 2017) erzielte Waterstones einen Umsatz von 388 Mio. Pfund.
Zum Mai 2018 wurde die Mehrheit der Anteile vom Hedgefonds Elliott Advisors, einer britischen Tochter der US-amerikanischen Elliott Management Corporation, übernommen.
Am 28. Februar 2022 wurde bekannt, dass mit Blackwell’s der zuvor größte unabhängige britische Buchhändler von Waterstones übernommen wurde. Bei dieser Gelegenheit wurde die Gesamtzahl der Waterstones-Geschäfte im Vereinigten Königreich, der Republik Irland sowie in Brüssel und Amsterdam mit 291 angegeben.

## Trivia
Die „Flagship-Filiale“ am Piccadilly Circus in London ist die größte Buchhandlung in Europa.